# Manuel Andrada
Manuel Ángel Andrada (Coronel Suárez, 9 gennaio 1890 – 21 settembre 1962) è stato un giocatore di polo argentino.
Ha vinto la medaglia d'oro nel polo ai Giochi olimpici di Berlino 1936.